# O Próximo Convidado Dispensa Apresentações com David Letterman
My Next Guest Needs No Introduction with David Letterman é um talk show americano apresentado por David Letterman. O programa consiste em entrevistas com um convidado por episódio dentro e fora de um configuração de estúdio. A série consiste em entrevistas com um convidado por episódio, tanto dentro como fora do estúdio. A primeira temporada de seis episódios incluiiu entrevistas com Barack Obama, George Clooney, Malala Yousafzai, Jay-Z, Tina Fey e Howard Stern. Obama foi o primeiro convidado do programa, com o primeiro episódio lançado em Netflix em 12 de janeiro de 2018.
O show recebeu críticas geralmente positivas, com seu formato, apresentação de Letterman, escolha de convidados e conversas perspicazes recebendo elogios. Foi nomeado duas vezes para o Primetime Emmy Award de Melhor Série de Não-Ficção. Em dezembro de 2018, foi anunciado que a Netflix havia renovado a série para uma segunda temporada, que estreou em 31 de maio de 2019.

## Produção

### Desenvolvimento
Em 8 de agosto de 2017, anunciou-se que a Netflix havia encomendado uma série de seis episódios com David Letterman. Cada episódio de uma hora contará com Letterman realizando uma conversa de longa duração com um único convidado, no qual ele exploraria tópicos por conta própria.
Em 5 de janeiro de 2018, a Netflix divulgou mais informações sobre a série. Foi anunciado que os convidados de Letterman na primeira temporada incluiriam Barack Obama, George Clooney, Malala Yousafzai, Jay-Z, Tina Fey e Howard Stern. Também foi anunciado que a série estrearia em 12 de janeiro de 2018 com a entrevista de Letterman com Obama. Esta entrevista seria a primeira de Obama desde que deixara o cargo.

### Música
A música-tema e a música de transição do show foram escritas e gravadas pelo parceiro de longa data de Letterman, Paul Shaffer. Logo depois que foi anunciado publicamente que a Netflix tinha confirmado a série, Shaffer recebeu um telefonema de Letterman pedindo-lhe para trabalhar no programa. Logo depois, Shaffer começou a receber gravações de episódios da primeira temporada e ele começou a colocar a música depois, quando o diretor achou que era necessário.
Ao desenvolver o som da música do programa, Shaffer inicialmente procurou Letterman para orientação. Não encontrando nada, ele lembrou que ele e o amor compartilhado de Letterman pelo tipo de música produzido no Muscle Shoals Sound Studio, em Sheffield, Alabama, descreveu-o como "a honestidade que você ouve, o sentimento da alma do sul". A trilha inicialmente incluía bateria, mas os produtores e o diretor do programa pensavam que a música deveria "parecer como se o velho amigo de Dave, Paul, tocasse", então foi completamente alterada para incluir apenas piano, órgão e baixo.

## Episódios

### 1ª temporada (2018)
| N.º | Título                                                                                              | Convidado(a)     | Lançamento             |
| --- | --------------------------------------------------------------------------------------------------- | ---------------- | ---------------------- |
| 1 | "Barack Obama" "It's a Whole New Ball Game Now" "O Lance Agora é Outro"                             | Barack Obama     | 12 de janeiro de 2018  |
| O ex-presidente dos EUA Barack Obama fala sobre tensões políticas e sua vida familiar depois da Casa Branca. Dave visita Selma na companhia do deputado John Lewis.       | |                  |                        |
| 2 | "George Clooney" "You Be the Newsman, I'll Be Liz Taylor" "Você é o Repórter e eu sou a Liz Taylor" | George Clooney   | 9 de fevereiro de 2018 |
| George Clooney fala sobre seu trabalho humanitário, como conquistou sua esposa Amal e suas aspirações frustradas no beisebol. Dave conhece a família do ator no Kentucky. | |                  |                        |
| 3 | "Malala Yousafzai" "You Know, She Has a Nobel Peace Prize" "Ela tem um Nobel da Paz"                | Malala Yousafzai | 9 de março de 2018     |
| De sobrevivente de um ataque do Talibã a vencedora do prêmio Nobel, Malala Yousafzai conta a Dave sobre sua extraordinária jornada, sua missão e sua nova vida em Oxford. | |                  |                        |
| 4 | "Jay-Z" "I Had a Paper Route Too" "Eu Também Tinha uma Rota"                                        | Jay-Z            | 6 de abril de 2018     |
| Jay-Z fala sobre seu passado nas ruas, as dificuldades de sua família e a injustiça racial. Dave visita o lendário produtor Rick Rubin em seu estúdio.                    | |                  |                        |
| 5 | "Tina Fey" "It's Just Land Mine Hopscotch" "É Jogar Amarelinha em Campo Minado"                     | Tina Fey         | 4 de maio de 2018      |
| Tina Fey fala sobre família, a mudança cultural no programa "Saturday Night Live" e um momento que gostaria de apagar. E ainda sobra tempo para Buddy Guy.                | |                  |                        |
| 6 | "Howard Stern"                                                                                      | Howard Stern     | 31 de maio de 2018     |
| Howard Stern fala do sucesso como radialista, do sincero pedido de desculpas a Dave e de suas famosas entrevistas com Donald Trump.                                       | |                  |                        |

### Especial 1
| N.º | Título                                                                 | Lançamento        |
| --- | ---------------------------------------------------------------------- | ----------------- |
| 1 | "You're David Letterman, You Idiot" "Você é o Dave Letterman, Imbecil" | 8 de maio de 2018 |
| Em um especial nos bastidores, Jerry Seinfeld entrevista Dave sobre humor, família e vida pessoal. E é claro que a entrevista acaba sendo recíproca. |                                                                        |                   |

### 2ª temporada (2019)
| N.º | Título            | Convidado(a)    | Lançamento         |
| --- | ----------------- | --------------- | ------------------ |
| 8 | "Kanye West"      | Kanye West      | 31 de maio de 2019 |
| Kanye fala sobre família, transtorno bipolar, seus eventos na igreja e o controverso apoio a Trump. Dave ganha um look completo da Yeezy.                    |                   |                 |                    |
| 9 | "Ellen DeGeneres" | Ellen DeGeneres | 31 de maio de 2019 |
| Ellen reflete sobre momentos ruins e gratificantes da sua vida. Dave apronta das suas nos bastidores do programa dela.                                       |                   |                 |                    |
| 10 | "Tiffany Haddish" | Tiffany Haddish | 31 de maio de 2019 |
| Tiffany Haddish se emociona ao contar a sua jornada de lares temporários, festa de bar mitzvah, até os grandes papéis no cinema.                             |                   |                 |                    |
| 11 | "Lewis Hamilton"  | Lewis Hamilton  | 31 de maio de 2019 |
| O campeão de Fórmula 1 Lewis Hamilton fala sobre seu início correndo com um kart reformado e leva Dave para dar uma "voltinha" numa pista de corrida.        |                   |                 |                    |
| 12 | "Melinda Gates"   | Melinda Gates   | 31 de maio de 2019 |
| Melinda Gates expõe alguns dos maiores desafios globais e explica porque o setor de tecnologia precisa de mais mulheres. Dave faz sanduíches com Bill Gates. |                   |                 |                    |

### Especial 2
| N.º | Título                       | Lançamento          |
| --- | ---------------------------- | ------------------- |
| 2 | ""Bonus: Zach Galifianakis"" | 21 de julho de 2019 |
| Juntando-se a Dave em um evento especial da Netflix, Zach Galifianakis presta homenagem aos ídolos da infância e compartilha petiscos suculentos do set "Between Two Ferns". |                              |                     |

### Especial 3
| N.º | Título             | Lançamento            |
| --- | ------------------ | --------------------- |
| 3 | ""Shah Rukh Khan"" | 25 de outubro de 2019 |
| "King of Bollywood" Shah Rukh Khan fala sobre sua ascensão à fama, sua família e seus bilhões de fãs enquanto ele e Dave se encontram em Mumbai e Nova York. |                    |                       |

### 3ª temporada (2020)
| N.º | Título                  | Convidado(a)      | Lançamento            |
| --- | ----------------------- | ----------------- | --------------------- |
| 15 | ""Kim Kardashian West"" | Kim Kardashian    | 21 de outubro de 2020 |
| Kardashian e Letterman compram suprimentos de teste em uma farmácia CVS. |                         |                   |                       |
| 16 | ""Robert Downey Jr.""   | Robert Downey Jr. | 21 de outubro de 2020 |
| Na casa de Robert Downey Jr. em Malibu, eles visitam o minizoológico de Robert. |                         |                   |                       |
| 17 | ""Dave Chappelle""      | Dave Chappelle    | 21 de outubro de 2020 |
| Um público usando máscara facial e socialmente distanciado no "acampamento de verão Chappelle", Chappelle leva Letterman por sua cidade natal de Yellow Springs, Ohio.                    |                         |                   |                       |
| 18 | ""Lizzo""               | Lizzo             | 21 de outubro de 2020 |
| A superestrela da música Lizzo convida Dave para gravar uma faixa em seu estúdio em casa enquanto eles conversam sobre flautas, protestos, seu tempo trabalhando com Prince e muito mais. |                         |                   |                       |

### 4ª temporada (2022)
| N.º | Título                  | Convidado(a)                     | Lançamento         |
| --- | ----------------------- | -------------------------------- | ------------------ |
| 19 | ""Billie Eilish""       | Billie Eilish, Finneas O'Connell | 20 de maio de 2022 |
| Dave visita Billie Eilish para discutir inspiração, influências e síndrome do impostor – ele também anda de kart e e usa o Auto-Tune.                                   |                         |                                  |                    |
| 20 | ""Will Smith""          | Will Smith                       | 20 de maio de 2022 |
| Will Smith relembra suas origens no rap, o impacto duradouro de seus pais, explorações espirituais e uma noite inesquecível na casa de Quincy Jones.                    |                         |                                  |                    |
| 21 | ""Cardi B""             | Cardi B                          | 20 de maio de 2022 |
| Cardi B e Dave dividem um queijo picado em uma bodega do Bronx e conversam sobre festas, hip-hop, paternidade, ciência política e protesto contra a injustiça.          |                         |                                  |                    |
| 22 | ""Ryan Reynolds""       | Ryan Reynolds                    | 20 de maio de 2022 |
| Ryan Reynolds faz pizza para Dave enquanto discute sua juventude no Canadá, os primeiros dias como ator, a vida como pai e o amor pelo futebol galês.                   |                         |                                  |                    |
| 23 | ""Kevin Durant""        | Kevin Durant                     | 20 de maio de 2022 |
| Dave e Kevin Durant jogam basquete e shuffleboard e conversam enquanto sobre família, foco, conversa fiada, mídia social e muito mais.                                  |                         |                                  |                    |
| 24 | ""Julia Louis-Dreyfus"" | Julia Louis-Dreyfus              | 20 de maio de 2022 |
| Julia Louis-Dreyfus leva Dave para pescar e fala sobre crescer com duas famílias, servindo chá Gumby no Saturday Night Live e a realidade superando a ficção com Veep . |                         |                                  |                    |

### Especial 4
| N.º | Título                | Lançamento             |
| --- | --------------------- | ---------------------- |
| 25 | "Volodymyr Zelenskyy" | 12 de dezembro de 2022 |
| Dave viaja para Kiev para se sentar com o presidente ucraniano Volodymyr Zelenskyy diante de uma pequena plateia ao vivo em uma estação de metrô. |                       |                        |

### Especial 5
| N.º | Título         | Lançamento          |
| --- | -------------- | ------------------- |
| 26 | "John Mulaney" | 30 de abril de 2024 |
| Dave vai com John Mulaney na escola onde seu convidado estudou, enquanto conversa com ele em uma teatro com plateia. |                |                     |

### 5ª temporada (2024)
| N.º | Título              | Convidado(a)    | Lançamento          |
| --- | ------------------- | --------------- | ------------------- |
| 27 | ""Miley Cyrus""     | Miley Cyrus     | 12 de junho de 2024 |
| Miley Cyrus faz um show intimista no Chateau Marmont e fala com Dave sobre composição, sobriedade e separação de Hannah Montana. |                     |                 |                     |
| 28 | ""Charles Barkley"" | Charles Barkley | 12 de junho de 2024 |
| Charles Barkley vai jogar golfe com Dave e compartilha suas opiniões não filtradas sobre a NBA e a WNBA, sua transição para analista e a luta contra o racismo. |                     |                 |                     |
| 29 | ""Caitlin Clark""   | Caitlin Clark   | 8 de abril de 2025  |
| Durante um episódio que transita de uma loja de donuts em Indianápolis para uma série de palestras na Universidade Estadual de Ball, onde Letterman estudou, e depois para o boliche em Indianápolis, Clark discute sua vida, carreira e questões relacionadas à WNBA. Letterman também viaja para a Universidade de Iowa para conversar com a treinadora de Clark nas Hawkeyes, a agora aposentada Lisa Bluder. |                     |                 |                     |

## Recepção
A primeira temporada de My Next Guest Needs No Introduction recebeu uma resposta positiva da crítica. No Rotten Tomatoes, a primeira temporada possui uma classificação de aprovação de 74% com uma classificação média de 6.5 de 10 com base em 19 avaliações. No Metacritic, que usa uma média ponderada, atribuiu à temporada uma pontuação de 70 de 100 com base em 13 críticas, indicando "revisões geralmente favoráveis".

### Prêmios e indicações
| Ano  | Prêmio                              | Categoria                            | Indicações                                               | Resultado |
| ---- | ----------------------------------- | ------------------------------------ | -------------------------------------------------------- | --------- |
| 2018 | Primetime Creative Arts Emmy Awards | Melhor Série Informativa ou Especial | My Next Guest Needs No Introduction with David Letterman | Indicado  |
| 2021 | Primetime Creative Arts Emmy Awards | Melhor Série Informativa ou Especial | My Next Guest Needs No Introduction with David Letterman | Indicado  |